# Nadișu Hododului
Nadișu Hododului (węg. Hadadnádasd) – wieś w Rumunii, w okręgu Satu Mare, w gminie Hodod. W 2011 roku liczyła 824 mieszkańców. 